# Scott Carroll
Pour les articles homonymes, voir Carroll.
Scott Carroll (né le 24 septembre 1984 à Kansas City, Missouri, États-Unis) est un lanceur droitier qui a joué pour les White Sox de Chicago en Ligue majeure de baseball de 2014 à 2016.

## Carrière
Joueur des Bears de l'université d'État du Missouri, Scott Carroll est repêché à deux reprises : d'abord avec les Angels de Los Angeles, qui le sélectionnent au 16e tour en 2006 mais avec qui il ne signe pas de contrat, puis avec les Reds de Cincinnati, qui en font en 2007 leur choix de 3e ronde. Carroll joue de 2007 à 2012 en ligues mineures dans l'organisation des Reds, jusqu'à ce que ceux-ci le libèrent de son contrat en juin. Plus tard en 2012, il rejoint les White Sox de Chicago, qui le cèdent à un club-école.
Alors qu'il approche la trentaine, Carroll fait finalement ses débuts dans le baseball majeur le 27 avril 2014 pour les White Sox de Chicago. Il est le lanceur partant le plus âgé à faire ses débuts dans les majeures avec cette franchise depuis Ernesto Escarrega, 32 ans, le 26 avril 1982. Contre les Rays de Tampa Bay, Carroll n'accorde qu'un point mérité en 7 manches et un tiers lancées pour savourer sa première victoire dans un gain de 9-2 des White Sox. 